# 池田 (北九州市)
池田（いけだ）は福岡県北九州市八幡西区の地名。池田一丁目から三丁目の町がある。住居表示実施済み。郵便番号は807-1125。

## 地理
八幡西区の南部に位置し、北に石坂、東に下畑町、南東に馬場山東、南に茶屋の原、南西に馬場山、西に上香月と接する。

### 湖沼
- 新池上池
- 新池下池
- 新開池
- 井手ノ口池（奈良池）

## 地域の特徴
町域の中央を県道61号小倉中間線が横断し、東縁に沿って走る国道211号と交差する。西縁の外側には国道200号が南北に走る。また、長崎街道が一丁目と二丁目，三丁目との間を縦断し、南端で国道211号に合流する。県道及び長崎街道沿いに民家が並び、北部には水田が広がる。

二丁目にあかね幼稚園が、三丁目に北九州市立池田小学校がある。

## 歴史
池田小学校は1899年（明治32年）に香月高等小学校として開校した。

### 町名の由来
大字香月の字、池田に因む。

### 沿革
- 1987年（昭和62年）6月1日 - 池田一丁目 - 三丁目新設[4][5]。

### 町名の変遷
| 実施内容          | 実施年月日               | 実施後     | 実施前                       |
| ----------------- | ------------------------ | ---------- | ---------------------------- |
| 町名新設 住居表示 | 1986年（昭和61年）6月1日 | 池田一丁目 | 大字香月，大字馬場山の各一部 |
| 町名新設 住居表示 | 1986年（昭和61年）6月1日 | 池田二丁目 | 大字香月，大字馬場山の各一部 |
| 町名新設 住居表示 | 1986年（昭和61年）6月1日 | 池田三丁目 | 大字香月，大字馬場山の各一部 |

## 世帯数と人口
2025年（令和7年）3月31日現在（北九州市発表）の世帯数と人口は以下の通りである。
| 町         | 世帯数  | 人口  |
| ---------- | ------- | ----- |
| 池田一丁目 | 81世帯  | 160人 |
| 池田二丁目 | 39世帯  | 84人  |
| 池田三丁目 | 76世帯  | 155人 |
| 計         | 196世帯 | 399人 |

### 人口の変遷
国勢調査による人口の推移。
| 1995年（平成7年）  | 438人 | [ 6 ]  |  |
| 2000年（平成12年） | 436人 | [ 7 ]  |  |
| 2005年（平成17年） | 401人 | [ 8 ]  |  |
| 2010年（平成22年） | 386人 | [ 9 ]  |  |
| 2015年（平成27年） | 393人 | [ 10 ] |  |
| 2020年（令和2年）  | 373人 | [ 11 ] |  |

### 世帯数の変遷
国勢調査による世帯数の推移。
| 1995年（平成7年）  | 149世帯 | [ 6 ]  |  |
| 2000年（平成12年） | 153世帯 | [ 7 ]  |  |
| 2005年（平成17年） | 154世帯 | [ 8 ]  |  |
| 2010年（平成22年） | 153世帯 | [ 9 ]  |  |
| 2015年（平成27年） | 165世帯 | [ 10 ] |  |
| 2020年（令和2年）  | 160世帯 | [ 11 ] |  |

## 学区
市立小・中学校に通う場合、学区は以下の通りとなる。
| 町         | 街区・戸番 | 小学校               | 中学校               |
| ---------- | ---------- | -------------------- | -------------------- |
| 池田一丁目 | 全域       | 北九州市立池田小学校 | 北九州市立千代中学校 |
| 池田二丁目 | 全域       | 北九州市立池田小学校 | 北九州市立千代中学校 |
| 池田三丁目 | 全域       | 北九州市立池田小学校 | 北九州市立千代中学校 |

## 交通

### バス
域内のバス停と系統は以下の通りである。
| 運行事業者 | 運行事業者 | 西鉄バス北九州 | 西鉄バス北九州 | 西鉄バス北九州 | 西鉄バス筑豊 |
| 系統       | 系統       | 50             | 53             | 快速           | 急行         |
| 停留所     | 香月東口   | ○              | ○              | ○              | ○            |

### 道路
- 国道211号
- 県道61号小倉中間線

## 施設

### 教育施設
- 北九州市立池田小学校
- 学校法人光陵学園 あかね幼稚園

### 公園
- 馬場山公園